# Sede Nacional del Colegio de Arquitectos de Chile

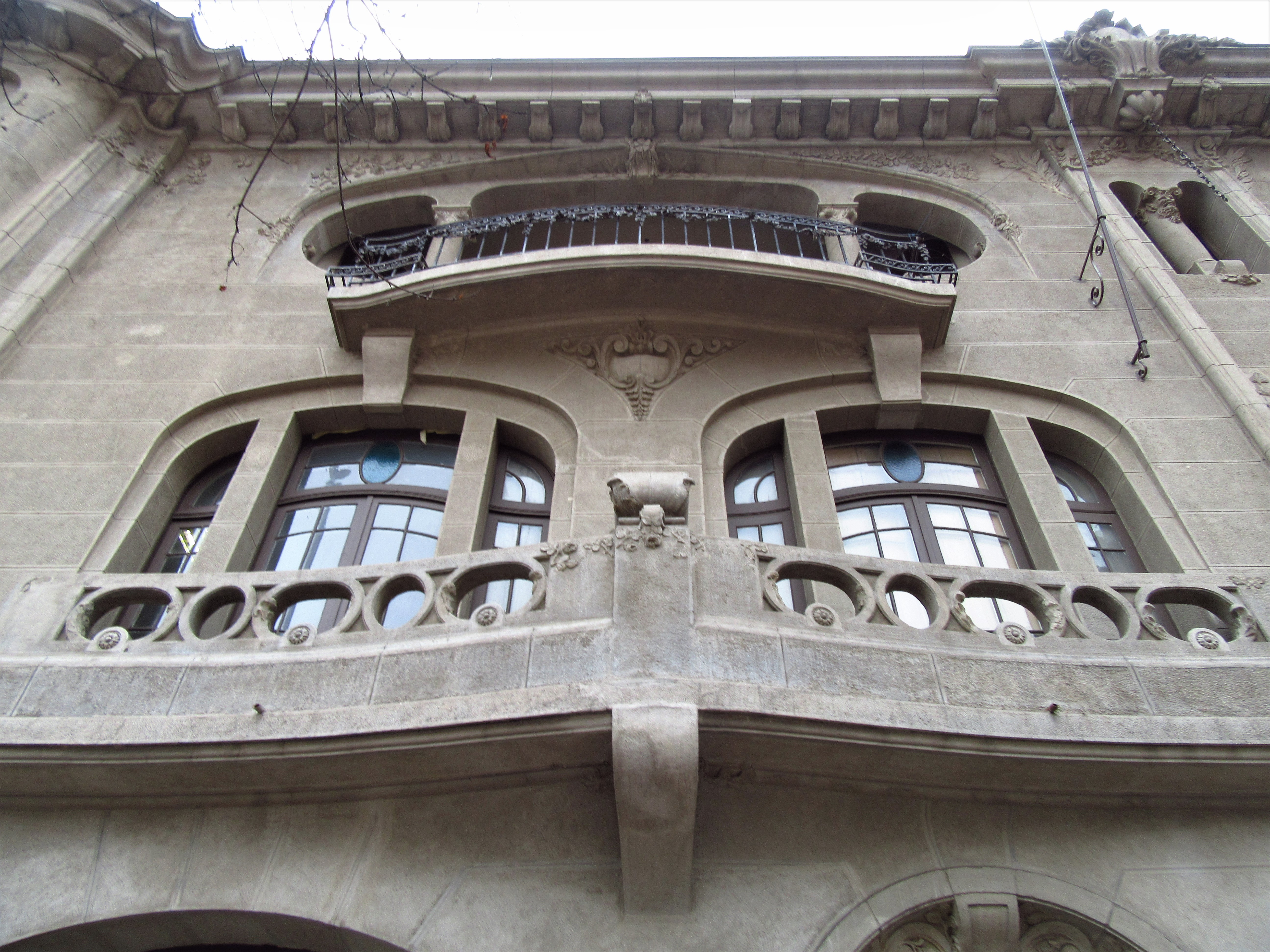
Detalle de la fachada.

El Sede Nacional del Colegio de Arquitectos de Chile se ubica en Alameda 115 en la ciudad de Santiago en la región Metropolitana de Chile.  Se declaró Monumento Nacional de Chile, en la categoría de Monumento Histórico, mediante el Decreto Nº 410, del 13 de octubre de 2010.

## Historia
El edificio, obra del arquitecto Luciano Kulczewski, se construyó en 1920 por encargo de Martín Figueroa Velasco. Figueroa planeaba establecer su residencia familiar y a la vez generar rentas. Así, en el primer nivel colocó cinco locales comerciales y en los pisos superiores se construyeron dos viviendas, una de ellas para la familia del dueño.
En 1941 la vivienda fue vendida a José Ramón Gutiérrez Alliende, quien la destino al arriendo de habitaciones. De esta manera el edificio alojó a una comunidad de inmigrantes croatas y a la "Clínica Maternidad Nightingale". Su dueña, la matrona Lidia Dellepiane bautizó el recinto en honor a Florence Nightingale, pionera de la enfermería moderna. La clínica funcionó hasta 1960 y es considerada una de las primeras de su tipo en Chile.
En 1974 el Colegio de Arquitectos adquirió el edificio y lo transformó en su sede, durante la presidencia gremial de Héctor Valdés Phillips; cuando estaba al borde de la demolición. Para ello delegaron al arquitecto Gonzalo Mardones Restat la tarea de unificar las viviendas y locales comerciales en una construcción con un solo acceso y escalera. En 1974, por disposición del Directorio Nacional presidido por Héctor Valdés Phillips, la sede nacional pasa a llevar el nombre de Gonzalo Mardones Restat.
En octubre de 2015 se entregan los trabajos de restauración de la fachada del edificio, la cual no dura más de cinco días en que manifestantes de entre las tantas protestas que se realizan en la ciudad ensucie el trabajo realizado. En noviembre del 2016, se concluye la primera etapa de la restauración de los vitrales

## Descripción
El edificio es un ejemplo típico del estilo art nouveau con elementos de modernismo, característico de Kulczewski. La estructura está hecha de hormigón armado, decorado con figuras de la fauna nativa hecha de estuco, yeso y vitral. En la fachada los vanos estás diseñados simétricamente, usando varios tipos de arco y balcones. El diseño ondulado de la fachada toma elementos de otras construcciones como la Casa Tassel, el Castel Béranger y la Casa Lleó Morera.